# Ibn Abi-Tàhir Tayfur
Abu-l-Fadl Àhmad ibn Abi-Tàhir al-Marwazí (àrab: أبو الفضل أحمد بن أبي طاهر الماروزي, Abū l-Faḍl Aḥmad b. Abī Ṭāhir al-Mārwazī), més conegut pel làqab Ibn Tayfur (àrab: إبن طيفور, Ibn Ṭayfūr), (819 o 820-893) fou un historiador, lingüista, poeta i geògraf àrab.
La seva obra principal és una Història de Bagdad des de la seva fundació fins al califat d'al-Muhtadí, però de la que només se'n conserva una part.